# Крейн Марко Григорович
Марко́ Григо́рович Крейн (3 квітня 1907, Київ, Російська імперія — 17 жовтня 1989, Одеса, Українська РСР, СРСР) — український радянський математик Член-кореспондент АН УРСР (1939).

## Життєпис
Народився в Києві в багатодітній єврейській сім'ї (семеро дітей) скромного достатку. Батько торгував лісом, а після бурхливих подій 1917 року змушений був покинути цей бізнес.
Незвичайні математичні здібності Марка проявились ще в юності. З чотирнадцяти років він систематично відвідував, як вільний слухач, лекції та семінари Бориса Делоне в Київському університеті. В 1922—1924 роках як вільний слухач відвідував лекції та семінари Дмитра Граве на фізико-математичному відділенні Київського інституту народної освіти.
У 1924 році під впливом «Моїх університетів» Максима Горького вирішив, що пора розпочинати свої «університети»: разом з товаришем виїхав до Одеси, де зустрівся з алгебраїстом Миколою Чеботарьовим, до якого мав рекомендаційного листа від Д. Граве. В той час М. Чеботарьов займався науково-дослідною роботою в Одеському інституту народної освіти. М. Чеботарьов разом із Самуїлом Шатуновським добились від відділу освіти спеціального дозволу для дев'ятнадцятирічного М. Крейна, котрий не мав диплома не те що про вищу, а навіть про середню освіту, на вступ до аспірантури. У 1926 році став аспірантом в Одеському інституті народної освіти під керівництвом М. Чеботарьова. По закінченні аспірантури у 1929 році представив сім наукових праць з алгебри, геометрії і теорії функцій.
В 1929—1930 роках викладав у Сталінському гірничому інституті. У 1930—1933 роках працював в Одеському фізико-хіміко-математичному інституті доцентом, професором, завідувачем кафедри теоретичної механіки і математичної фізики. Одночасно викладав в Одеському інституті інженерів водного транспорту, Одеському індустріальному інституті.
Протягом 1933—1941 років працював в Одеському державному університеті, очолював кафедри теорії функцій, математичного аналізу. Одночасно був науковим співробітником Науково-дослідного інституту математики при Харківському університеті.
У 1939 році Вченою радою Московського університету присвоєний науковий ступінь доктора фізико-математичних наук без захисту дисертації. В тому ж році був обраний членом-кореспондентом Академії Наук УРСР.
У 1940—1941, 1944—1951 роках завідував відділом алгебри і функціонального аналізу Інституту математики Академії Наук УРСР.
В евакуації 1941—1944 років завідував кафедрою теоретичної механіки Куйбишевського індустріального інституту, викладав у педагогічному інституті.
У повоєнний час до 1954 року працював в Одеському інституі інженерів морського флоту, а у 1954—1974 роках завідував кафедрою теоретичної механіки Одеського інженерно-будівельного інституту.
В 1962—1963 роках читав курс «Теорія цілих операторів та метод напрямних функціоналів» в Одеському державному педагогічному інституті імені К. Д. Ушинського.
З 1978 року обіймав посаду старшого наукового співробітника Фізико-хімічного інституту імені О. В. Богатського Академії Наук УРСР.
Помер 17 жовтня 1989 року в Одесі. Похований на Другому християнському кладовищі.

## Наукова діяльність
Науковий доробок охоплює різноманітні розділі алгебри, аналізу, теорії функцій, теорій ймовірностей, функціонального аналізу, теорії інтегральних рівнянь, математичної фізики і механіки. Серед основних напрямів творчості є теорія осциляційних ядер і матриць, проблема моментів, теорія наближень, геометрія функціональних просторів, теорія розширень напівобмежених операторів, теорія продовження ермітово-додатних функцій та гвинтових ліній, теорія цілих операторів та задача про струну, метод напрямних функціоналів, топологічні групи та однорідні простори, теорія стійкості рішень диференційних рівнянь, теорія операторів у просторі з індефінітною метрикою, обернені спектральні задачі, рівняння Вінера — Гопфа, метод визначників збурення та несамоспряжні оператори.
Підготував 19 докторів і 45 кандидатів фізико-математичних наук.
Автор близько 300 статей і 9 книжок, перекладених кількома мовами.

### Деякі праці
- Гантмахер Ф. Р., Крейн М. Г. Осциляційні матриці та ядра та малі коливання механічних систем. — 2025. — 400 с.(укр.)

- О некоторых вопросах теории моментов / Н. Ахиезер, М. Крейн ; Институт математики и механики ХГУ. – Х. : Гостехиздат, 1938. – 254 с.
- Осцилляционные матрицы и ядра и малые колебания механических систем/ Ф. Р. Гантмахер, М. Г. Крейн. — М.-Л.: ГИТТЛ, 1941, 1950. —  359 с.
- Введение в теорию линейных несамосопряженных операторов/ М. Г. Крейн, И. Ц. Гохберг. — М.: Наука, 1965. — 448 с.
- Теория вольтерровых операторов в гильбертовом пространстве и ее приложения/ М. Г. Крейн, И. Ц. Гохберг. –  М.: Наука 1967. — 508 с.
- Устойчивость решений дифференциальных уравнений в банаховом пространстве/М. Г. Крейн, Ю. Л. Далецкий. — М.: Наука, 1970. — 536 с.
- Проблема моментов Маркова и экстремальные задачи. Идеи и проблемы П. Л. Чебышева и А. А. Маркова и их дальнейшее развитие/ М. Г. Крейн, А. А. Нудельман. — М,: Наука,  1973. —  551 с.
- Theory and Applications of Volterra Operators in Hilbert Space (Translations of Mathematical Monographs)/ C. Gohberg and M.G.Krein. — American Mathematical Society, 2004. —  430 р.  ISBN 978-0821836279.

- F. R. Gantmacher, M. G. Krein, Oscillation matrices and kernels and small vibrations of mechanical systems, ISBN 0-8218-3171-2, 2002

## Нагороди
- Премія Вольфа.
- Премія АН УРСР імені М. М. Крилова

## Вшанування пам'яті
У 2007 Національною Академією наук України була заснована Премія НАН України імені М. Г. Крейна, яка вручається Відділенням математики НАН України за видатні наукові роботи в галузі функціонального аналізу і теорії функцій.
14 січня 2008 на будівлі головного корпусу Одеського національного університету імені І. І. Мечникова була встановлена меморіальна дошка, присвячена Марку Григоровичу Крейну.
У місті Одеса перейменували 14-ту Суворовську вулицю на вулицю Марка Крейна.